# インテュイット
インテュイット（英: Intuit Inc.）は、アメリカ合衆国のビジネスソフトウェア開発企業。会計用など金融向けソフトを中心に提供している。カリフォルニア州・マウンテンビューに本拠を置く。NASDAQ上場企業（NASDAQ: INTU）。

## 沿革
1983年、カリフォルニア州・パロアルトで、スコット・クック（Scott Cook）とトム・プルクス（Tom Proulx）によって設立された。
スコット・クックはプロクター・アンド・ギャンブルに勤務中、当時の紙と鉛筆ベースの個人会計の代替としてコンピュータを活用することを思い立ち、プログラマーを探す中でスタンフォード大学のトム・プルクスに出会い、インテュイットを設立、当初はパロアルトの小さな部屋で運営していた。
1993年に株式公開企業となり、その収益でサンディエゴに本拠を置く納税準備ソフトウェア会社Chipsoftを買収した。1994年にマイクロソフトからの買収提案を受けるが、司法省の不承認により買収は成立せず、1990年代後半になるとマイクロソフトとの激しい競争にさらされた。 これに対してインテュイットは新たにウェブベースの製品を立ち上げ、会計ソフトのQuickBooksと所得税申告書作成ソフトのTurboTaxに重点を置き、今日の看板製品となった。
世界8カ国に拠点を持つが、収益の9割以上はアメリカ合衆国国内に拠っている。

## 製品
- TurboTax - 所得税申告書作成ソフト
- Credit Karma - クレジットスコア参照アプリ
- QuickBooks - 会計ソフト
- Mailchimp - メールマーケティングソフト

## 日本での事業
1997年にインテュイットとミルキーウェイ、日本マイコンの統合によりインテュイット株式会社が設立された。その後日本法人は2003年2月、日本の投資会社アドバンテッジパートナーズに売却され、同年4月に弥生に社名を変更し今日に至っている。